# Парварк
Парварк (пол. Parwark, нім. Parwark) — село в Польщі, у гміні Старе Поле Мальборського повіту Поморського воєводства.
Населення — 67 осіб (2011).
У 1975-1998 роках село належало до Ельблонзького воєводства.

## Демографія
Демографічна структура станом на 31 березня 2011 року:
|          | Загалом | Допрацездатний вік | Працездатний вік | Постпрацездатний вік |
| -------- | ------- | ------------------ | ---------------- | -------------------- |
| Чоловіки | 29      | 6                  | 22               | 1                    |
| Жінки    | 38      | 7                  | 26               | 5                    |
| Разом    | 67      | 13                 | 48               | 6                    |